# Vivaron
Vivaron is een geslacht van uitgestorven carnivore Archosauria, dat heerste tijdens het Laat-Trias van het Mesozoïcum. Zij waren de voorouders van de hedendaagse vogels en krokodillen. Vivaron was ongeveer vier tot vijf meter lang en liep op vier poten.
De eerste Vivaron haydeni werd in 2009 gevonden tijdens een opgraving in New Mexico. Pas later ontdekten onderzoekers dat het om een nieuwe soort ging. Vivaron haydeni is vernoemd naar een mythische slang uit lokale spookverhalen en naar de ontdekker van de steengroeve waar verschillende fossielen werden gevonden.